# São João de Rei
São João de Rei est une freguesia (paroisse civile) du Portugal, rattachée au concelho (municipalité) de Póvoa de Lanhoso et située dans le district de Braga et la région Nord.